# 米町駅 (北海道)
米町駅（よねまちえき）は、かつて北海道釧路市にあった釧路臨港鉄道（現在の太平洋石炭販売輸送）臨港線の駅である。

## 歴史
- 1926年（大正15年）2月1日：開業。
- 1963年（昭和38年）11月1日：旅客営業廃止に伴い廃駅。
- 2020年（令和2年）10月30日：駅近くの米町踏切があった場所に、くしろ元町青年団が踏切警報機と臨港線の歴史を紹介する看板を設置[1][2]。

## 隣の駅
釧路臨港鉄道
臨港線
沼尻駅 - 米町駅 - 知人駅
当駅の営業キロは城山駅より8.7 km、春採駅より3.2 km。